# Ермаков, Василий Ермолаевич
Василий Ермолаевич Ермаков (1922—1988) — полковник Советской Армии, участник Великой Отечественной войны, Герой Советского Союза (1945).

## Биография
Василий Ермаков родился 26 ноября 1922 года в посёлке Белый Колодезь (ныне — Дмитриевский район Курской области). Получил среднее образование. В 1940 году Ермаков был призван на службу в Рабоче-крестьянскую Красную Армию. В 1942 году окончил Ворошиловградскую военную авиационную школу. С апреля 1943 года — на фронтах Великой Отечественной войны. Летал на штурмовике «Ил-2», производил штурмовки скоплений боевой техники и живой силы противника. Участвовал в Курской битве, освобождении Украинской ССР, битве за Днепр, освобождении Польши, боях в Германии.
К концу войны гвардии лейтенант Василий Ермаков командовал звеном 109-го гвардейского штурмового авиаполка (6-й гвардейской штурмовой авиадивизии, 2-го гвардейского штурмового авиакорпуса, 2-й воздушной армии, 1-го Украинского фронта). За время своего участия в боевых действиях он совершил 121 боевой вылет, нанеся противнику большие потери.
Указом Президиума Верховного Совета СССР от 27 июня 1945 года гвардии лейтенант Василий Ермаков был удостоен высокого звания Героя Советского Союза с вручением ордена Ленина и медали «Золотая Звезда» за номером 6520.
После окончания войны Ермаков продолжил службу в Советской Армии. В 1946 году окончил курсы усовершенствования офицерского состава, в 1957 году — Военно-воздушную инженерную академию имени Н. Е. Жуковского. В 1972 году в звании полковника Ермаков был уволен в запас. Проживал в городе Ахтубинске Астраханской области, скончался 9 августа 1988 года.
Был также награждён двумя орденами Красного Знамени, двумя орденами Отечественной войны 1-й степени, орденом Красной Звезды, рядом медалей.